# Avon Championships of Dallas 1980
L'Avon Championships of Dallas 1980 è stato un torneo di tennis giocato sul sintetico indoor. È stata la 9ª edizione del torneo, che fa parte del WTA Tour 1980. Si è giocato al Moody Coliseum di Dallas negli USA dal 3 al 9 marzo 1980.

## Campionesse

### Singolare
Martina Navrátilová ha battuto in finale  Evonne Goolagong Cawley con il punteggio di 6–3, 6–2

### Doppio
Billie Jean King /  Martina Navrátilová hanno battuto in finale  Rosemary Casals /  Wendy Turnbull con il punteggio di 4–6, 6–3, 6–3